# Исторический флот VARIG
Перечень всех воздушных судов, эксплуатировавшихся во флоте бразильской авиакомпании VARIG с 1927 по 2006 год.